# Sharanahua
El Sharanahua és una llengua de la família lingüística Pano parlada a Perú, regions de Madre de Dios i Ucayali. Amb 450 parlants a Perú i 453 en total (segons l'Ethnologue).